# Wimy
Wimy és un municipi francès situat al departament de l'Aisne i a la regió dels Alts de França. L'any 2007 tenia 499 habitants.

## Demografia

### Població
El 2007 la població de fet de Wimy era de 499 persones. Hi havia 176 famílies de les quals 36 eren unipersonals (12 homes vivint sols i 24 dones vivint soles), 64 parelles sense fills, 72 parelles amb fills i 4 famílies monoparentals amb fills.
La població ha evolucionat segons el següent gràfic:
Habitants censats

### Habitatges
El 2007 hi havia 203 habitatges, 185 eren l'habitatge principal de la família, 9 eren segones residències i 9 estaven desocupats. 201 eren cases i 1 era un apartament. Dels 185 habitatges principals, 158 estaven ocupats pels seus propietaris, 24 estaven llogats i ocupats pels llogaters i 3 estaven cedits a títol gratuït; 2 tenien una cambra, 12 en tenien dues, 25 en tenien tres, 64 en tenien quatre i 81 en tenien cinc o més. 46 habitatges disposaven pel capbaix d'una plaça de pàrquing. A 91 habitatges hi havia un automòbil i a 71 n'hi havia dos o més.

### Piràmide de població
La piràmide de població per edats i sexe el 2009 era:
| Homes | Edats   | Dones |
| ----- | ------- | ----- |
| 0     | 95 o +  | 0     |
| 0     | 90 a 94 | 0     |
| 4     | 85 a 89 | 4     |
| 4     | 80 a 84 | 8     |
| 8     | 75 a 79 | 40    |
| 12    | 70 a 74 | 8     |
| 20    | 65 a 69 | 8     |
| 12    | 60 a 64 | 8     |
| 4     | 55 a 59 | 8     |
| 12    | 50 a 54 | 12    |
| 24    | 45 a 49 | 28    |
| 32    | 40 a 44 | 20    |
| 16    | 35 a 39 | 4     |
| 12    | 30 a 34 | 20    |
| 12    | 25 a 29 | 12    |
| 12    | 20 a 24 | 4     |
| 48    | 15 a 19 | 8     |
| 20    | 10 a 14 | 8     |
| 24    | 5 a 9   | 8     |
| 0     | 0 a 4   | 4     |

## Economia
El 2007 la població en edat de treballar era de 294 persones, 191 eren actives i 103 eren inactives. De les 191 persones actives 164 estaven ocupades (99 homes i 65 dones) i 27 estaven aturades (9 homes i 18 dones). De les 103 persones inactives 29 estaven jubilades, 41 estaven estudiant i 33 estaven classificades com a «altres inactius».

### Ingressos
El 2009 a Wimy hi havia 178 unitats fiscals que integraven 474 persones, la mediana anual d'ingressos fiscals per persona era de 15.183 €.

### Activitats econòmiques
Dels 15 establiments que hi havia el 2007, 2 eren d'empreses de construcció, 3 d'empreses de comerç i reparació d'automòbils, 6 d'empreses de transport, 2 d'empreses d'hostatgeria i restauració i 2 d'empreses classificades com a «altres activitats de serveis».
Dels 6 establiments de servei als particulars que hi havia el 2009, 1 era una oficina de correu, 1 taller de reparació d'automòbils i de material agrícola, 1 paleta, 1 empresa de construcció, 1 perruqueria i 1 restaurant.
L'any 2000 a Wimy hi havia 15 explotacions agrícoles que ocupaven un total de 888 hectàrees.

## Equipaments sanitaris i escolars
El 2009 hi havia una escola elemental integrada dins d'un grup escolar amb les comunes properes formant una escola dispersa.

## Poblacions més properes
El següent diagrama mostra les poblacions més properes.